# رامي نيمينن
رامي نيمينن (بالفنلندية: Rami Nieminen)‏ (25 فبراير 1966 بتامبيري في فنلندا - ) هو لاعب كرة قدم فنلندي في مركز الدفاع. شارك مع منتخب فنلندا لكرة القدم. أما مع النوادي، فقد لعب مع نادي جاز وهكا وFC Jokerit ‏ وPorin Palloilijat ‏.

## وصلات خارجية
- رامي نيمينن على موقع الاتحاد الدولي (مؤرشف)  (الإنجليزية)
- رامي نيمينن على موقع قاعدة بيانات كرة القدم.إي يو (الإنجليزية)
- رامي نيمينن على موقع ناشيونال فوتبول تيمز (الإنجليزية)